# 都察院
都察院，明清兩代中央政府機構之一，為監察機關。相當於今日之中華民國監察院、中華人民共和國國家監察委員會。

## 背景
唐代始設有察院，是监察御史辦公的機構，與臺院、殿院三足鼎立，同為御史臺。察院成員稱為監察御史，時人亦稱侍御。

## 明朝
明朝的都察院設置官員如下：
| 官職           | 人數  | 品級   | 备注                                                                                          |
| -------------- | ----- | ------ | --------------------------------------------------------------------------------------------- |
| 左都御史       | 1人   | 正二品 | 最高官員                                                                                      |
| 右都御史       | 1人   | 正二品 |                                                                                               |
| 左副都御史     | 1人   | 正三品 |                                                                                               |
| 右副都御史     | 1人   | 正三品 |                                                                                               |
| 左僉都御史     | 1人   | 正四品 |                                                                                               |
| 右僉都御史     | 1人   | 正四品 |                                                                                               |
| 經歷司經歷     | 1人   | 正六品 |                                                                                               |
| 都事           | 1人   | 正七品 |                                                                                               |
| 司務廳司務     | 2人   | 從九品 | 明朝初年設立四人，後革為二人                                                                  |
| 十三道監察御史 | 110人 | 正七品 | 浙江、江西、河南、山東各10人 福建、廣東、廣西、四川、貴州各7人 陝西、湖廣、山西各8人 雲南11人 |

此外，明朝規定在外任職的總督、提督、巡撫、經略、總理、贊理、巡視、撫治等人員，可以加都御史或副都御史、僉都御史頭銜。其中巡撫之名，起源於明朝懿文太子巡撫陝西等地。永樂十九年，明成祖派遣蹇義等二十六人巡行天下，安撫軍民。此後不拘于尚書、侍郎、都御史、少卿等官，事完后回朝覆命，或者命即可停止派遣。此後以尚書、侍郎任總督軍務的外派官員，均兼以都御史頭銜，以方便行事。

## 清朝
1636年，清朝皇太極即位後，清政府將監察文武百官的職責歸於都察院。长官为左右都御史，下设副都御史、佥都御史。爾後雖有改名，但是該機關糾察中國十五道、在京百官的職責沒有改變。
都察院旧址在北京西城旧刑部街，东西走向，东起西单北，西至闹市口，在西长安街北侧，与之并行。50年代扩宽西长安街时，旧刑部街被拆除。在都察院旧址上，兴建了民族文化宫等现代建筑。

### 引用
1. ↑  《新唐书·百官志三》載：“御史臺……其属有三院：一曰臺院，侍御史隶焉；二曰殿院，殿中侍御隶焉；三曰察院，监察御史隶焉。
2. ↑  清·张廷玉等，《明史》（卷73）：“都察院。左、右都御史，正二品左、右副都御史，正三品左、右僉都御史，正四品其屬，經歷司，經歷一人，正六品都事一人。正七品司務廳，司務二人，從九品。初設四人，後革二人。照磨所，照磨，正八品檢校，正九品司獄司，司獄，從九品。初設六人，後革五人。各一人。十三道監察御史一百十人，正七品浙江、江西、河南、山東各十人，福建、廣東、廣西、四川、貴州各七人，陝西、湖廣、山西各八人，雲南十一人。”
3. ↑  清·张廷玉等，《明史》（卷73）：“其在外加都御史或副、僉都御史銜者，有總督，有提督，有巡撫，有總督兼巡撫，提督兼巡撫，及經略、總理、贊理、巡視、撫治等員。巡撫之名，起于懿文太子巡撫陝西。永樂十九年，遣尚書蹇義等二十六人巡行天下，安撫軍民。以後不拘尚書、侍郎、都御史、少卿等官。事畢複命，即或停遣。初名巡撫，或名鎮守，後以鎮守侍郎與巡按御史不相統屬，文移窒礙，定為都御史。巡撫兼軍務者加提督，有總兵地方加贊理或參贊，所轄多、事重者加總督。他如整飭、撫治、巡治、總理等項，皆因事特設。其以尚書、侍郎任總督軍務者，皆兼都御史，以便行事。”

## 延伸阅读
[在维基数据编辑]
 《欽定古今圖書集成·明倫彙編·官常典·都察院部》，出自陈梦雷《古今圖書集成》